# Mauro Paccagnella
Mauro Paccagnella, né en 1964 à Padoue en Italie, est un danseur et chorégraphe italien de danse contemporaine établi en Belgique.

## Biographie
Il commence des études d’architecture et de danse à Padoue et Venise. Il est lauréat de Fame (RAI, New York, 1984) et du CPP de Reggio Emilia, 1985. En Italie il danse, entre autres, avec l'Aterballetto et l’Ensemble de Micha van Hoecke (1988–1991).
Installé à Bruxelles depuis 1991, il travaille avec le Plan K de Frédéric Flamand, Charleroi/Danses, Karine Ponties, Olga de Soto et autres. Lauréat des PEJA en 1999 au Forum Dança de Lisbonne, il participe au Forum européen de la jeune création aux Subsistances à Lyon (France). Il est interprète du film Intempéries de Nicole Mossoux, des installations vidéo In the Wood et From Inside - Gibellina de Thierry De Mey et des courts-métrages vidéo Emerge et The magnificent 4 de Stéphane Broc.
Depuis 2002, il est interprète de la chorégraphe italienne Caterina Sagna pour Bal en Chine, P.O.M.P.E.I., Basso ostinato, Heil Tanz !, Relazione Pubblica, Sorelline.
En 1993, il fonde le groupe Un Œuf is Un Œuf avec Gilles Monnart et Joz Deconinck. En 1998, il fonde le collectif Woosh'ing Mach'ine.
En 2012 et 2009 il signe chorégraphie et mise en scène des spectacles Sinué et Infundibulum de la compagnie de cirque contemporain Feria Musica.

## Chorégraphies
Woosh'ing Mach'ine
- 2014 : Happy Hour
- 2014 : Harsh Songs
- 2014 : Moonwalk - La fonction forme
- 2013 : The Magnificent 4 / performance
- 2013 : Bloom - Studio #2
- 2013 : Bloom - Studio #1
- 2011 : Ziggy, the Dragon, the Bold Nurse & the Swan Song
- 2010 : The Golden Gala
- 2007 : Bayreuth FM (nommé au Prix de la Critique)
- 2006 : Siegfried forever (nommé au Prix de la Critique)
- 2005 : Jiggery Pockery/Subalina
- 2003 : Babylonia kiss
- 2001 : Zwaarden
- 2001 : Dog-tricks#0
- 2000 : Formol
- 1999 : Wit
- 1998 : Cyberbeans (Prix chorégraphique SACD)

Un Œuf is Un Œuf
- 1997 : Hocus Pocus Plets
- 1996 : Pictures Pirates and Pictures
- 1995 : De drager van de Blicksemsicht met het blauwe Gezicht
- 1993 : Antarctica 1998

Pour Feria Musica
- 2012 : Sinué
- 2009 : Infundibulum